# Conchylodes striginalis
Conchylodes striginalis là một loài bướm đêm trong họ Crambidae.